# Imigração espanhola em Sorocaba

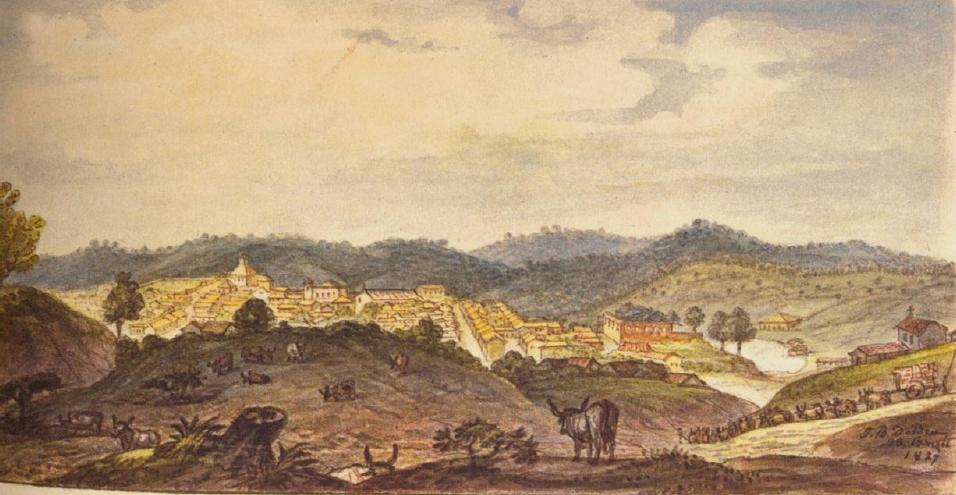
Sorocaba em 1827, por Jean-Baptiste Debret.

A cidade de Sorocaba, no estado de São Paulo conta com uma numerosa e importante colônia espanhola. Mais de 30% da população da cidade tem ascendência espanhola, sendo considerada a cidade mais espanhola do Brasil, por ter a maior colônia de hispano-brasileiros do país.
A presença espanhola remete à Colonização do Brasil, quando muitos espanhóis se estabeleceram no Brasil, particularmente em São Paulo. As famílias espanholas em questão participaram do fenômeno dos bandeirantes, onde participaram da colonização de Sorocaba, fundada por Baltasar Fernandes. Dos primeiros povoadores de Sorocaba, assim como Baltasar Fernandes, seus genros castelhanos André de Zúnega e Bartolomeu de Zúnega e Contreras foram os primeiros espanhóis de Sorocaba.
Com o Brasil já independente de Portugal, a primeira chegada documentada é de António Rodrigues, que chegou nesse ano, em terras que mais tarde iriam dar origem ao bairro do Além Ponte. No final do século XIX e no início do século XX, as fazendas de café de São Paulo funcionavam com a constante chegada de mão de obra barata oriunda da Itália. Diferente dos imigrantes italianos, maioria dos espanhóis recusavam-se ou não se acostumavam com o trabalho no campo, acabavam por se instalarem em outras localidades, tal como Sorocaba. Pouco tempo depois, a cidade de Sorocaba se tornava a maior colônia espanhola no Brasil. A imprensa espanhola frequentemente fazia denúncias sobre o tráfico de pessoas para o Brasil, tanto que o Consejo Superior de Emigración tentou deter esse fluxo com várias medidas. Em 1910, proibiu a imigração subsidiada de espanhóis para o Brasil. Porém, tal proibição não teve efeito, pois a migração clandestina via Gibraltar se intensificou. Em 1912, por Ordem Real, as atividades dos ganchos foram proibidas e, em 1914, criou o departamento de inspeção de emigração em Gibraltar e tribunais em La Línea e em Algeciras. Por fim, em 1924, a lei de emigração estabeleceu pena de prisão para quem estivesse envolvido com agências de emigração, com recrutamento, propaganda e expedição de passagens ou reservas de viagem.
Entre as décadas de 1910 e 1970, a imigração espanhola na cidade teve seu ápice, com a oferta de empregos nas fábricas da cidade e a oportunidade de negócios na região. Para se ter uma ideia, somente no ano de 1930 a colônia espanhola ganhou 12 mil novos membros. Entre as famílias aristocratas espanholas que chegaram à cidade, estão a família Ramires, de Andaluzia, Corbalán de Aragão e Martinez, de Almeria. Hoje Sorocaba conta com a maior colônia espanhola no Brasil, sendo 25 mil hispanos-brasileiros e mais de 200 mil descendentes. A influência espanhola está presente em bairros da cidade, como "Além Ponte", "Brigadeiro Tobias", "Vila Hortência", "Barcelona" entre outros.

## Parque dos Espanhóis
Inaugurado em 2008, o Parque dos Espanhóis, assim denominado em homenagem a grande colônia espanhola de Sorocaba, está localizado entre a Vila Assis e Parada do Alto. É uma das maiores áreas públicas da cidade destinada para o lazer. Construído no Centro Social Urbano - CSU está numa área de mais de 40.000 m² e custou aos cofres públicos 1 milhão de reais em reformas, novos espaços, equipamentos, paisagismo e adaptações. O pórtico da entrada principal foi desenhado em estilo típico da Espanha da Idade Média. Hoje conta com uma extensa agenda eventos culturais, além de uma boa estrutura para as várias atividades que são promovidas todos os anos nesse local.

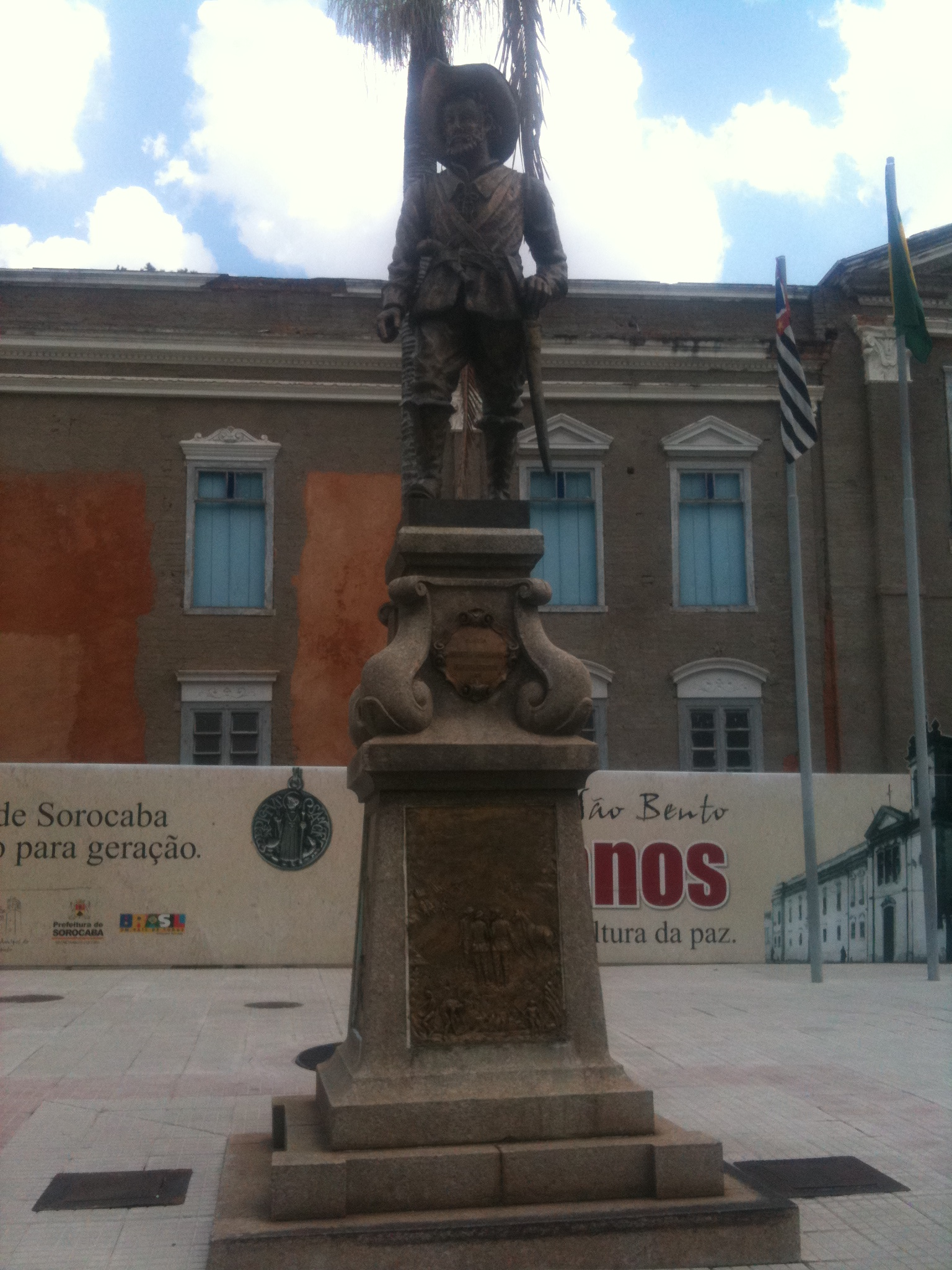
Estátua de Baltasar Fernandes no Centro de Sorocaba, em 2012.

## A comunidade em Sorocaba
Apesar da população hispano-brasileira entrar em franco declínio no final do século XX, comunidades pelo Brasil ainda cultuam o vínculo com a Espanha e a cultura espanhola, com festas e celebrações anuais. Em junho de 2014 a população hispano-brasileira no Brasil foi estimada em 15 milhões, cerca de 7% da população do país. A numerosa colônia espanhola de Sorocaba é considerada a maior colônia espanhola do Brasil, com 25 mil cidadãos espanhóis e mais de 200 mil hispano descendentes, em sua maioria andaluzes. Os espanhóis começaram a chegar em massa a Sorocaba por volta de 1885. A primeira presença documentada é de Antônio Rodriguez, que chegou nesse ano, empregando-se na fazenda do Coronel José Prestes de Barros; terras que mais tarde iriam dar origem ao bairro do Além Ponte. Entre as décadas de 1910 e 1970, a imigração espanhola na cidade teve seu ápice, com a oferta de empregos nas fábricas da cidade e a oportunidade de negócios na região. Somente no ano de 1930 a colônia espanhola ganhou 12 mil novos membros. Com o passar do tempo a colônia se tornou bastante expressiva superando a de portugueses. Entre as famílias aristocratas espanholas que chegaram à cidade, estão a família Ramires, de Andaluzia, Corbalán de Aragão e Martinez, de Almeria, que obtiveram forte influência na formação da sociedade sorocabana. Desde 2012, Sorocaba conta com a Casa de España Don Felipe II, que oferece serviços a comunidade espanhola sorocabana e é ligada diretamente ao governo espanhol. Em 2013, a cidade recebeu a visita do cônsul Ricardo Martínez Vázquez e dois deputados espanhóis, que apresentaram propostas para reforçar os laços entre Sorocaba e a Espanha. Hoje, a comunidade conta com diversas festas referentes a cultura espanhola e um programa de televisão, o Raízes da Espanha.

## Comunidade hispano-sorocabana atual
A influência da comunidade espanhola ainda faz parte da sociedade sorocabana, com notória presença no esporte local, através do Clube Atlético Barcelona, na economia, com diversas empresas e comércios da cidade sendo fundados e mantidos por famílias de origem espanhola e na política, com a presença de muitos políticos de origem espanhola.
Desde 2012, Sorocaba conta com a Casa de España Don Felipe II, que oferece serviços a comunidade espanhola sorocabana e é ligada diretamente ao governo espanhol. Em 2013, a cidade recebeu a visita do cônsul Ricardo Martínez Vázquez e dois deputados espanhóis, que apresentaram propostas para reforçar os lanços entre Sorocaba e a Espanha. Hoje, a comunidade conta com diversas festas referentes a cultura espanhola e um programa de televisão, o Raízes da Espanha.
Na Eleição municipal de Sorocaba em 2016, o prefeito eleito, Caldini Crespo e sete dos vinte vereadores eleitos eram de origem hispânica.

## Notáveis hispano-brasileiros de Sorocaba
- José Caldini Crespo, político.
- Marinho Peres, futebolista.
- João Donizeti Silvestre, político.
- Rubens Furlan, político.
- Felipe Blau Tonche, futebolista.
- Fábio Maldonado, pugilista.
- José Francisco Martinez, político.
- José Crespo Gonzales, político.